# Изградња (часопис)
Изградња (часопис Удружења инжењера грађевинарства, геотехнике, архитектуре и урбаниста “Изградња”) је научни часопис који излази од 1947. године. 

## О часопису
Одлука о оснивању часописа Изградња донета је 1946. године, а прва свеска часописа појавила се као двоброј “Грађевинског билтена” за септембар и октобар 1947. године, чији су издавачи били: Министарство грађевина Народне Републике Србије. Од 1954. године издавање часописа преузима друштво грађевинских инжењера и техничара Народне Републике Србије, којима се 1958. године придружује и Друштво архитеката НР Србије, а њима се 1985. године придружују још два издавача и то Друштво за механику тла и фундирање СР Србије и Удружење урбаниста СР Србије. Године 2011. формира се Удружење инжењера грађевинарства, геотехнике, архитектуре и урбаниста “Изградња” које преузима издавање часописа “Изградња” и данас је Удружење једини издавач “Изградње”.
Године 1949. са бројем 1-2 часопис “Грађевински билтен” мења назив у “Изградња”, и овај назив часописа траје и данас. Наш часопис је обухватио целокупно грађевинарство и постао југословенски часопис, а са распадом Југославије постао је водећи национални часопис.

### Периодичност излажења
Од свог оснивања, до данас, часопис Изградња се публикује са 12 бројева годишње, али у две, три или четири свеске, зависно од финансијских средстава. Последњих десетак година, тачније од 2011. године, часопис излази двомесечно.

## Уредници
- Први главни и одговорни уредник часописа Изградња био је арх. Милутин Максимовић (1947-1948), након кога су до 2011. године главни и одговорни уредници били инж. Жива Ђорђевић (1948-1952), инж. Радојица Јауковић (1953-1956), инж. Живојин Хиба (1956-1957), Аксентије Марковић (1958-1976), проф. др Крешимир Мартинковић (1977-1984), проф. Аклександар Флашар (1985-2000), и арх. Бранко Бојовић (2001-2011) у звању в.д. главног и одговорног уредника све до оснивања Удружења инжењера грађевинарства, геотехнике, архитектуре и урбаниста “Изградња”.
- Након оснивања Удружења инжењера грађевинарства, геотехнике, архитектуре и урбаниста “Изградња”, арх. Бранко Бојовић је 2011. изабран за главног и одговорног уредника и данас врши ту функцију.
- Уређивачки одбор часописа чине еминентни стручњаци из различитих области грађевинарства, геотехнике, архитектуре и урбанизма.

## Теме
Часопис “Изградња” покрива тематску област из архитектуре, грађевинарства, геотехнике, урбанизма.

### Типови радова
Типови радова који се публикују у часопису су у категорији:
- Оригинални научни радови који нису претходно публиковани;
- Пленарна предавања и/или индивидуални радови представљени на конференцијама, под условом да нису публиковани у зборницима радова;
- Прегледни радови;
- Претходна саопштења;
- Стручни радови;
- Прикази књига и монографских издања;
- Вести и саопштења из области грађевинарства у ширем смислу.

## Аутори прилога
За часопис пишу еминентни стручњаци из области архитектуре, урбанизма, геотехнике и грађевинарства, из земље, региона и иностранства.

## Електронски облик часописа
Часопис “Изградња” се публикује у штампаном облику, при чему постоји архива свих бројева у дигиталном облику, а у плану је да у наредном периоду отпочне издавање и у електронском облику.